# Teoría M

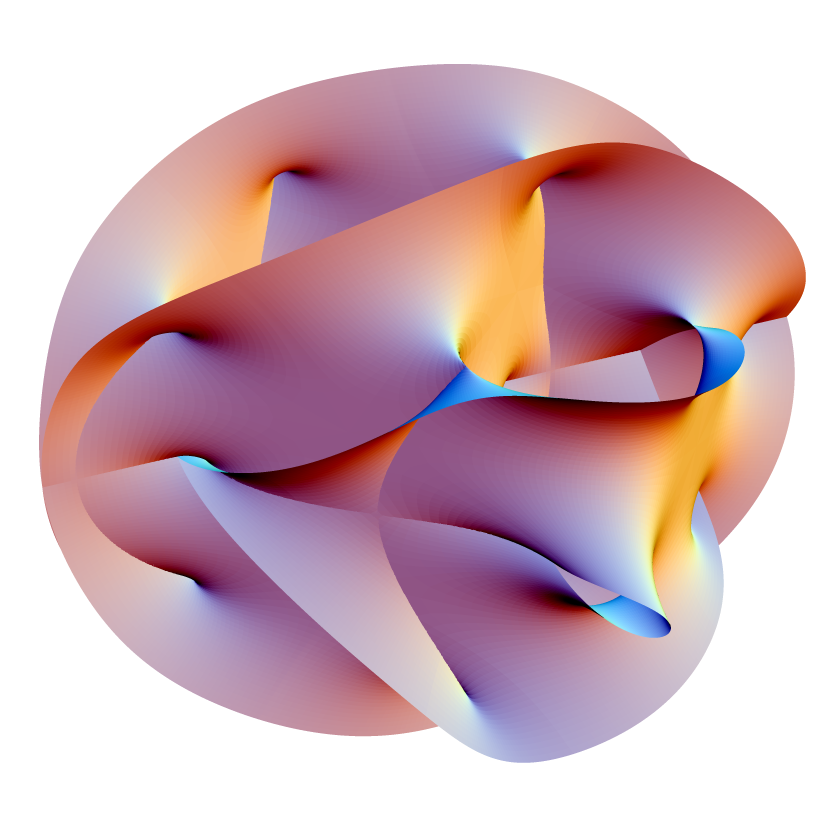
Representación de la variedad de Calabi-Yau uno de los candidatos para representar las dimensiones compactificadas asociadas a la teoría M, diferente de las cuatro dimensiones observables (no-compactificadas) del espacio-tiempo.

La teoría M es una teoría física, propuesta como una "teoría del todo" que unifique las cuatro fuerzas fundamentales de la naturaleza. La teoría M fue esbozada inicialmente por Edward Witten, su propuesta combinaba las cinco teorías de supercuerdas y supergravedad en once dimensiones. Tiene su origen en la teoría de cuerdas, según la cual todas las partículas son, en realidad, diminutas cuerdas que vibran a cierta frecuencia. Según esta propuesta, las partículas son cuerdas vibrando a cierta frecuencia en un espacio-tiempo que requiere al menos once dimensiones.
Esta teoría sigue siendo una propuesta de trabajo y si bien tiene amplio apoyo, no es una teoría con aceptación universal, ya que no existen pruebas empíricas en su favor, siendo difícil de verificar dadas las energías requeridas para verificar los detalles. Además la teoría contiene algunos problemas matemáticos no resueltos y solo conjeturados de manera aproximada.

## Antecedentes
Hasta el siglo XIX, se pensaba que el átomo era el bloque más pequeño de materia. Durante mucho tiempo fue considerado el elemento constituyente básico e indivisible de la materia. En los primeros años del siglo XX se comprobó que incluía componentes más pequeños llamados protones, neutrones y electrones, que se conocen como partículas subatómicas. A partir de la década de 1960, se descubrieron otras partículas subatómicas. En la década de 1980, se descubrió que los protones y los neutrones (y otros hadrones) están conformados por pequeñas partículas llamadas quarks. La teoría cuántica es el conjunto de reglas que describen las interacciones de estas partículas.
En la década de 1980, se consolidó un nuevo tipo de modelos matemáticos llamados teoría de cuerdas. Este modelo sugería que todas las partículas, y todas las formas de energía en el universo, podrían interpretarse en términos de unas hipotéticas «cuerdas» u objetos unidimensionales, cuya forma solo sería perceptible a escalas de longitud comparables con la longitud de Planck.
Además, la teoría de cuerdas conjetura que el universo se compone de múltiples dimensiones espaciales, la mayor parte de las cuales están compactadas y solo son perceptibles a muy pequeña escala. Estamos familiarizados con la altura, la anchura y la longitud: las tres dimensiones del espacio, que con el tiempo dan un total de cuatro dimensiones observables, sin embargo, la teoría de cuerdas apoya la posibilidad de once dimensiones, aunque las 7 restantes no las podemos detectar directamente. Estas «cuerdas» vibran en múltiples dimensiones, y en función de la forma en que vibran, podrían ser percibidas en el espacio de tres dimensiones como materia, luz, o gravedad. Es la vibración de la «cuerda» la que determina su apariencia de materia o energía, y toda forma de materia o energía es el resultado de la vibración de las cuerdas.
Pero la teoría de cuerdas se encontró con un problema: tras una versión inicial de ecuaciones que la sustentaba, fueron descubiertas otras ecuaciones, igualmente coherentes. Hay cinco grandes teorías de cuerdas, todas basadas en un universo de 11 dimensiones, y todas parecen ser correctas, pero los científicos no estaban conformes con la aparente contradicción de cinco conjuntos de ecuaciones para describir el mismo fenómeno.
A mediados de los años 90, Edward Witten, un teórico de cuerdas del Instituto de Estudios Avanzados y otros importantes investigadores consideran que las cinco diferentes versiones de la teoría de las cuerdas podría describir lo mismo visto desde diferentes perspectivas. Se propuso la unificación en una teoría llamada «Teoría M», en que la «M» no está específicamente definido, pero se entiende como «membranas». La teoría M agrupó todas las teorías de cuerdas, al afirmar que las cuerdas son realmente «anillos» unidimensionales de una «membrana» bidimensional que vibra en un espacio undecidimensional (un espacio de la undécima dimensión).

Cuando aumenta en la Teoría IIA, la cuerda fundamental adquiere una estructura más compleja que deviene en una «membrana» donde el volumen del universo es tridimensional.

### Teoría de cuerdas
Para entender la teoría M es necesario entender algo de la teoría de cuerdas. Durante cientos de años la física ha operado en el paradigma de que las partículas fundamentales, como el familiar electrón, son como puntos, o de cero dimensiones. Si se quisiera resumir la teoría de cuerdas en una sola idea, se resumiría diciendo que esta suposición es incorrecta. En vez de esto, la teoría de cuerdas propone que el universo está fundamentalmente compuesto por objetos unidimensionales que son similares a una cuerda. Estas cuerdas serían tan pequeñas que incluso en la diminuta escala de las partículas parecerían como puntos. En la teoría de cuerdas cada partícula es creada de alguna forma por diferentes patrones de vibración de las cuerdas. Uno podría preguntarse por qué los físicos se han limitado ellos mismos a puntos de cero dimensiones durante todo este tiempo; la respuesta es que es mucho más difícil trabajar con objetos de una dimensión y que con frecuencia causan problemas con la causalidad y violaciones de la ley de la relatividad especial que dice que nada puede viajar más rápido que la velocidad de la luz.
El desarrollo de la teoría de cuerdas ha venido principalmente por un problema extremadamente importante que ha existido en la física durante casi 100 años. El problema es que la relatividad general, la teoría desarrollada por Albert Einstein que explica cosas en escalas muy grandes o cosmológicas, es irreconciliable con la mecánica cuántica y el modelo estándar, que explica el universo a escala subatómica. También existen otros problemas con el modelo estándar: tiene unos 20 parámetros libres que deben ser ajustados a mano, y tiene un gran número de partículas que declara fundamentales (para cada partícula existen tres copias organizadas en generaciones, que solo se diferencian entre sí en la masa). Además, debido a que no puede ser reconciliada con la relatividad general, carece de una descripción de la gravedad.
Usar objetos unidimensionales en lugar de partículas puntuales resuelve muchos de estos problemas. El número de parámetros libres de la teoría cae de 20 a uno (un parámetro que corresponde al tamaño de las cuerdas), y se espera que los detalles de la teoría expliquen por qué existen las tres familias de partículas. Aún más importante, los teóricos de las cuerdas encontraron que la teoría de cuerdas contiene gravitones de forma necesaria, es decir, la partícula que causa la gravedad. Edward Witten, el autor de la teoría-M, bromea que la teoría de cuerdas tiene la notable evidencia experimental que la gravedad existe a nuestro alrededor. Por tanto, la teoría de cuerdas une de forma satisfactoria la Relatividad General con la Mecánica Cuántica.
Sin embargo, la teoría de cuerdas presenta algunos problemas. En primer lugar, requiere 10 dimensiones para que las cuerdas puedan vibrar, en contraposición a las 4 dimensiones (3 espaciales y 1 temporal) que podemos observar comúnmente. Esto puede parecer incongruente; sin embargo, es posible que las 6 dimensiones extra sean extremadamente pequeñas y curvadas. Por ejemplo, si se mira a un tubo desde una gran distancia, parece ser una línea (unidimensional). Una inspección más cercana del tubo revela 2 dimensiones: una a lo largo del tubo (la que vimos desde lejos) y una alrededor del tubo. Por tanto, el tubo es realmente una superficie bidimensional a pesar del hecho que parece ser una línea desde lejos.
Otro problema con la teoría de cuerdas es que presenta 5 formulaciones diferentes. Este hecho es clave para entender dónde encaja la teoría-M. Las 5 teorías difieren en qué clase de cuerdas permiten y en cómo implementan la supersimetría, una parte técnica de la teoría de cuerdas que conduce al nombre comúnmente usado de teoría de supercuerdas. Estas 5 teorías diferentes, llamadas esotéricamente Tipo I, Tipo IIA, Tipo IIB, SO(32) y E8×E8 (leído E8 "por" E8), son en cierta forma un exceso de riqueza para los teóricos de las cuerdas. Puesto que la teoría de cuerdas proclama ser una teoría de todo, debería haber una sola formulación consistente de la teoría, pero en su lugar hay 5. Aquí es donde aparece al rescate la teoría-M.

### Introducción de la teoría M
En 1995, Edward Witten inició lo que ha sido llamado la Segunda Revolución de las Supercuerdas al presentar al mundo la teoría-M. Esta teoría combina las cinco diferentes teorías de cuerdas (junto con el intento previamente abandonado de unificar la Relatividad General y la Mecánica Cuántica llamado supergravedad once-dimensional) en una única teoría. Esto se logra tejiendo una red de relaciones entre las teorías llamadas dualidades (específicamente, dualidad-S, dualidad T, y dualidad-U). Cada una de estas dualidades provee un modo de convertir una teoría de cuerdas en otra.
La T-dualidad es probablemente la más fácilmente explicable de las dualidades. Tiene que ver con el tamaño, denotado por R, de las dimensiones curvadas de las teorías de cuerdas. Se descubrió que si se toma una teoría de cuerdas de tipo IIA con un tamaño R, y se cambia el radio a 1/R, se obtiene lo que es equivalente a una teoría de tipo IIB de tamaño R. Esta dualidad, junto con las otras, crea conexiones entre las 5 teorías (o 6, si se cuenta la supergravedad).
De hecho, la existencia de estas dualidades se conocía antes que Witten presentara la idea de la teoría-M. Lo que hizo Witten fue predecir el hecho de que todas estas diferentes teorías estuvieran conectadas es un resultado de que hay una teoría subyacente de la cual son todas aproximaciones. Adicionalmente, se encontró que las ecuaciones que requieren que la teoría de cuerdas exista en 10 dimensiones son también aproximaciones. La teoría-M propuesta (aunque algo nebulosa) sería una teoría que se realizaría en 11 dimensiones, aunque los detalles no se han fijado todavía.

### Qué significa la "M"
De acuerdo con su creador, Edward Witten, como se acotó en el documental de la PBS basado en el libro de Brian Greene "El universo elegante", la "M" en la teoría-M "significa magia, misterio o membrana (este último término por el que originalmente nació la M) de acuerdo con el gusto de cada cual". También añadió: "Algunos cínicos han sugerido ocasionalmente que la M también significa murky (cenagoso), puesto que el nivel de comprensión de la teoría es en realidad primitivo". Entonces, humorísticamente, añadió: "¡Puede que no debiera habérselo dicho!".
Otros dan significado a la M como "Matriz", "Madre de todas las cuerdas" o "Madness" (locura).
Los escépticos de la teoría-M han bromeado que la "M" significa "Moronic" (estúpido), o "Mud" (lodo), que representa la suciedad. Algunos también sugieren que la M es una W dada la vuelta, por "Witten".

## Descripción de la teoría

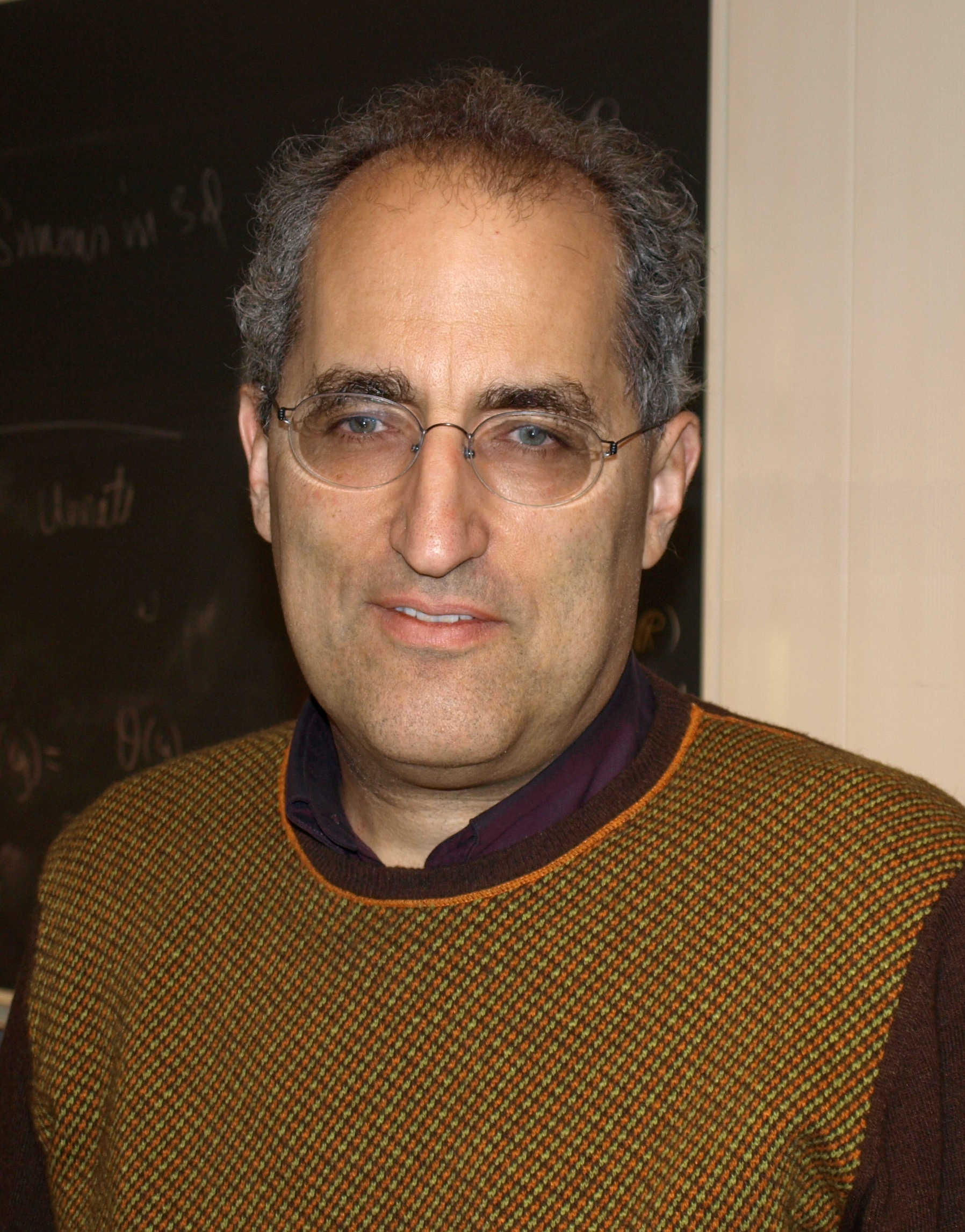
Edward Witten

En física, la Teoría-M (a veces denominada Teoría-U) es la proposición de una “Teoría universal” que unifique las cinco teorías de las supercuerdas. Basada en los trabajos de varios científicos teóricos (incluidos: Chris Hull, Paul Townsend, Ashoke Sen, Michael Duff y John H. Schwarz), Edward Witten, del “Institute for Advanced Study”, sugirió la existencia de las supercuerdas en una conferencia en la Universidad del Sur de California en 1995, usando a la Teoría-M para explicar un número de dualidades previamente observadas, dando el chispazo para una nueva investigación de la teoría de las cuerdas llamada segunda revolución de supercuerdas.
En esta teoría se identifican 11 dimensiones, donde la supergravedad interactúa entre membranas de 2 a 5 dimensiones. Esto evidenciaría la existencia de infinitos universos paralelos, algunos de los cuales serían como el nuestro con mayores o menores diferencias, y otros que serían impensables con 4 o 5 dimensiones. Esto explicaría la debilidad de la gravedad, pues la partícula del gravitón sería la única que podría pasar por todas las membranas, perdiendo su fuerza.
A comienzos de los años 1990, se postuló que las diferentes teorías de las supercuerdas estaban relacionadas por dualidades, que permitían a los físicos relacionar la descripción de un objeto en una teoría de supercuerdas para finalmente describir un objeto diferente de otra teoría. Estas relaciones implican que cada una de las teorías de supercuerdas es un diferente aspecto de una sola teoría, propuesta por Witten, y llamada “Teoría-M”
La teoría-M no está completa; sin embargo, puede aplicarse a muchas situaciones. La teoría del electromagnetismo también se encontraba en el mismo estado a mediados del siglo XIX; había teorías separadas para el magnetismo y la electricidad y, aunque eran conocidas por estar relacionadas, la relación exacta no se clarificó hasta que James Clerk Maxwell publicó sus ecuaciones en su trabajo de 1864, Una Teoría Dinámica del Campo Electromagnético. Witten había sugerido que una fórmula general de la teoría-M probablemente requeriría del desarrollo de un nuevo lenguaje matemático. Algunos científicos han cuestionado los éxitos tangibles de la Teoría-M dado su estado incompleto y su poder limitado de predicción incluso después de años de intensas investigaciones.
Antes de 1998 se conocían cinco teorías de supercuerda consistentes, que son llamadas respectivamente: Teoría de cuerdas de Tipo I, teoría de cuerdas de Tipo IIA, teoría de cuerdas de Tipo IIB, teoría de cuerda heterótica SO(32) (cuerda HO), y la teoría de cuerda heterótica E8xE8 (cuerda HE).
Como sugieren sus nombres, algunas de estas teorías de cuerdas están relacionadas entre sí. En 1990, los teóricos descubrieron que algunas de estas relaciones eran tan fuertes que se podían usar como su identificación. La teoría de cuerda Tipo IIA y la de Tipo IIB están conectadas por dualidad-T; esto significa que esencialmente la descripción de la teoría de cuerda Tipo IIA de un círculo de radio R es exactamente el mismo en la descripción del IIB de círculo de radio 1/R, que son distancias medidas en unidades de distancia de Planck.
Este es un resultado muy profundo. Primero, es un resultado intrínsecamente mecánico-cuántico: la identificación no es verdaderamente clásica. Segundo, porque podemos construir un espacio al unir círculos en varias formas, se puede notar que cualquier espacio descrito por la teoría de cuerda IIA también puede ser vista como un espacio diferente al descrito por la teoría IIB. Esto significa que podemos identificar la teoría IIA con la teoría IIB: cualquier objeto que puede ser descrito por la teoría IIA tiene una descripción equivalente, aunque aparentemente diferente, en términos de la teoría IIB. Esto sugiere que tanto la teoría IIA como la teoría IIB, son aspectos de una misma teoría.

### Características
La teoría M contiene mucho más que cuerdas. Contiene tanto objetos de mayor como menor dimensionalidad. Estos objetos son llamados P-branas donde P denota su dimensionalidad (así, una 1-brana es una cuerda y 2-brana una membrana, etc.) o D-branas (si son cuerdas abiertas). Objetos de mayores dimensiones siempre estuvieron presentes en la teoría de cuerdas pero nunca pudieron ser estudiados antes de la Segunda Revolución de las Supercuerdas debido a su naturaleza no-perturbativa. Incluso se ha sugerido que el Big Bang fue producido por la colisión de dos de estas membranas, brotando nuestro universo.

### Objetos de la teoría
La teoría M concibe una jerarquía de esferas y membranas sin fin pero con un orden subyacente. Para esta hipótesis, llamada "orden holográfico", definirá entre otros, el dinamismo y/o relaciones dentro del sistema.

## Escepticismo
La teoría-M ha sido el objetivo de un escepticismo creciente, puesto que algunos (notablemente Peter Woit y Lee Smolin) arguyen que los teóricos de las cuerdas han sobrestimado muchas de las fortalezas de la teoría, mientras que han subestimado sus debilidades.
- Un argumento en contra de la teoría de cuerdas cuestiona el poder predictivo de la teoría, apuntando que la teoría de cuerdas no ha producido ninguna predicción "clara" (en el sentido de numérica) que se haya verificado en un experimento.
- Los críticos continúan observando que debido al panorama de la teoría de cuerdas, la teoría puede ser incapaz de hacer estas predicciones incluso en principio, y por tanto no sería falsable. Otra versión de este argumento es la que dice que la teoría de cuerdas no está todavía bien definida, puesto que está basada en gran manera en las ecuaciones de la perturbación. Los proponentes de la teoría de cuerdas responden que estos argumentos son tan solo un signo de que la teoría de cuerdas no está todavía totalmente desarrollada.
- Otro argumento en contra de la teoría de cuerdas es que no conserva algunas de las propiedades de la Relatividad General, tales como la independencia del fondo, y que la teoría muestra un sesgo hacia la física de partículas. Los proponentes de la teoría de cuerdas responden que la física de partículas ha sido probada de forma más precisa que la Relatividad General.
- Hay finalmente un argumento sociológico que indica que la teoría de cuerdas ha dominado la financiación y las posiciones de por vida de la física de altas energías, haciendo la exploración de las alternativas difícil.